# Pierre Verry
Ne pas confondre avec l'écrivain Pierre Véry
Paul Marie Pierre Verry est un acteur français, né le 26 novembre 1913 à Rethel (Ardennes) et mort le 3 octobre 2009 à Tournon-d'Agenais (Lot-et-Garonne). La plus grande partie de sa carrière est consacrée à l'art du mime et se déroule aux côtés de Marcel Marceau.

## Biographie
Pierre Verry a découvert sa vocation théâtrale à travers son expérience de formateur d'animateur culturel en milieu rural, d’abord de 1941 à 1942 au sein du mouvement Jeune France à Lyon, puis de 1942 à 1948 dans le cadre de la Jeunesse agricole catholique. De 1948 à 1952, il anime avec André Chanu l’émission « Chez nous » à la Radiodiffusion française, destinée au milieu rural.
Le 18 janvier 1947, Pierre Verry s'inscrit à l’école de mime d’Étienne Decroux, qui enseigne le mime corporel dramatique. Il y fait la rencontre de Marcel Marceau, alors âgé de 24 ans. Le 22 mars 1948, il est admis dans la Compagnie Étienne Decroux, au sein de laquelle il monte et donne des spectacles, à Paris et à l’étranger, jusqu’en septembre 1951.
En avril 1952, Pierre Verry entre dans la Compagnie de mime Marcel Marceau. Il devient le partenaire attitré de Marcel Marceau jusqu’en mars 1979. Il participe comme conseiller aux mises en scène des spectacles. C’est aussi lui qui présente Bip, le personnage créé par Marcel Marceau, par une pancarte qui condense, en une attitude, l’art du mime. Il joue dans tous les mimodrames montés par Marcel Marceau jusqu’en 1964 et crée des personnages remarqués, notamment dans Le manteau, d’après Gogol (1951), Le Pierrot de Montmartre (1952), Le mont-de-piété (1956), Le petit cirque (1958), Don Juan (1964)…
D’avril 1952 à mars 1979, Pierre Verry a joué avec Marcel Marceau dans près de 6 000 représentations, visitant 75 pays et parcourant quelque trois millions de kilomètres.
Entre 1969 et 1971, Marcel Marceau confie à Pierre Verry la direction de l’École internationale de mime, qu’il a fondée à Paris. Il en assure la gestion et y enseigne le mime à des élèves en majorité européens et américains.
En 1980, Pierre, qui vient de prendre sa retraite, et Marguerite Verry quittent Paris pour s’installer à Montaigu-de-Quercy (Tarn-et-Garonne), où ils restaurent une ancienne maison quercynoise. Leur nouvelle vie, avant tout villageoise et associative, n’est pas sans rappeler leurs activités de jeunesse. Tandis que Marguerite fonde une bibliothèque municipale et anime un cours de gymnastique volontaire, Pierre accepte la présidence de l’association des Anciens combattants du canton de Montaigu, la trésorerie d’une autre association rurale et apporte son concours aux répétitions des spectacles de fin d’année du collège Sainte-Agnès.
Au cours de sa carrière, Pierre Verry a rassemblé et conservé une collection considérable relative aux domaines de l’animation culturelle et du mime. Après sa mort en 2009, ses ayants droit ont signé avec la Bibliothèque nationale de France (BnF) une convention pour la constitution d’un Fonds Pierre Verry. Toute sa documentation (archives, carnets personnels, correspondances, livres, affiches, tableaux, statuettes, masques, costumes, etc.) concernant le théâtre et le mime est venue enrichir les collections du département des Arts du spectacle de la BnF. Accessible depuis juillet 2011,, le Fonds Pierre Verry s’adresse aux gens du spectacle ainsi qu'aux chercheurs, journalistes ou auteurs. Les ouvrages du Fonds (livres et revues français et étrangers) peuvent être consultés dans le catalogue Archives et Manuscrits de la BnF en tapant <Fonds Pierre Verry> dans la zone de recherche. En juin 2016, Pauline Pinon a présenté à l’université Paris-Sorbonne, sous la direction de Pierre Frantz, un mémoire de master 2 intitulé « Le duo Marcel Marceau-Pierre Verry : art et pédagogie du mime ». C'est au département des Arts du spectacle de la Bibliothèque nationale de France que l’auteure a consulté les éléments du Fonds Pierre Verry qui lui ont permis de mener sa recherche.

## Filmographie
- 1955 : Un jardin public, court-métrage de Paul Paviot

## Distinctions
- Croix du combattant de la guerre de 1939-1945
- Chevalier de l'ordre des Arts et des Lettres (1983)